# Eryngium pohlianum
Eryngium pohlianum är en flockblommig växtart som beskrevs av Ignatz Urban. Eryngium pohlianum ingår i släktet martornar, och familjen flockblommiga växter. Inga underarter finns listade i Catalogue of Life.